# Ponteareas
Ponteareas è un comune spagnolo di 23 049 abitanti situato nella comunità autonoma della Galizia.

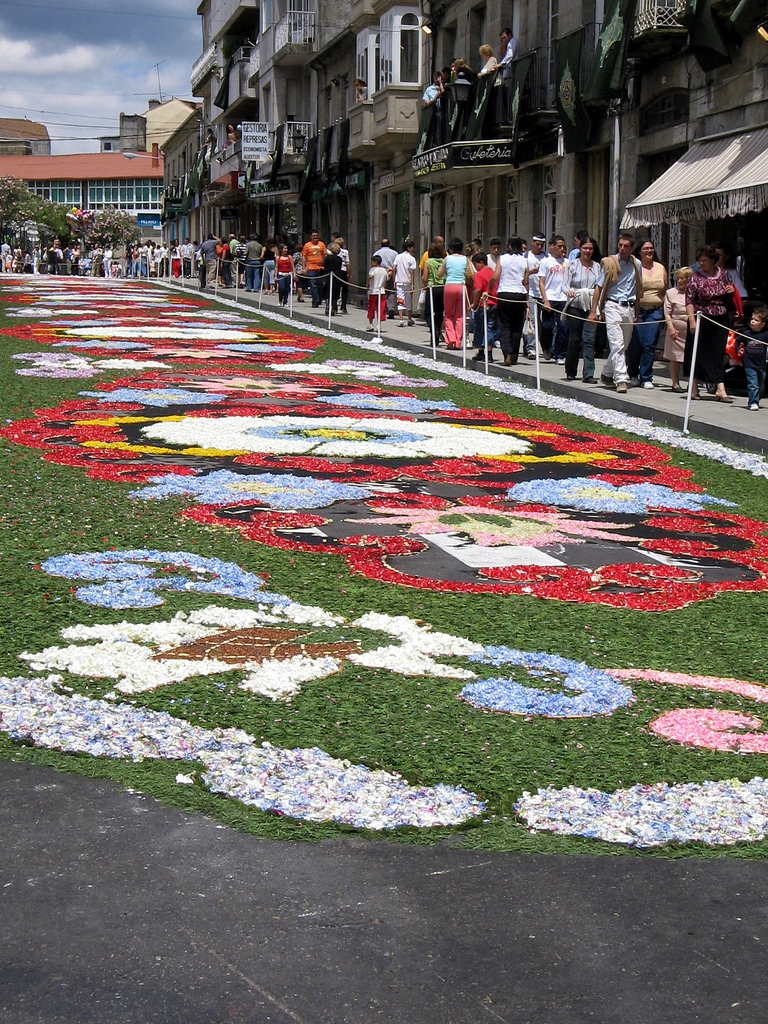
Composizioni floreali per la festa del Corpus Christi